# Dantona stillata
Dantona stillata är en fjärilsart som beskrevs av Achille Guenée 1852. Dantona stillata ingår i släktet Dantona och familjen nattflyn. Inga underarter finns listade i Catalogue of Life.